# Wop May
Wop May, kanadski častnik, vojaški pilot in letalski as, * 20. april 1896, Carberry, Manitoba, † 21. junij 1952, Provo, Utah.
May je med prvo svetovno vojno dosegel 13 zračnih zmag in 4 verjetne. May je najbolj znan kot zadnja žrtev Rdečega barona.

## Odlikovanja
- Distinguished Flying Cross (DFC)